# Pampoconis latipennis
Pampoconis latipennis är en insektsart som beskrevs av Meinander 1972. Pampoconis latipennis ingår i släktet Pampoconis och familjen vaxsländor. Inga underarter finns listade i Catalogue of Life.